# Hydractiniidae
Famille
Les Hydractiniidae constituent une famille d'hydrozoaires de l'ordre des Anthoathecatae.

## Liste des genres
Selon World Register of Marine Species (19 août 2015) :
- genre Bouillonactinia Miglietta, McNally & Cunningham, 2010
- genre Clava Gmelin, 1788
- genre Clavactinia Thornely, 1904
- genre Cnidostoma Vanhöffen, 1911
- genre Cystactinia Brooks, 1964 †
- genre Fiordlandia Schuchert, 1996
- genre Hydractinia Van Beneden, 1844
- genre Hydrissa Stechow, 1922
- genre Hydrocorella Stechow, 1921
- genre Janaria Stechow, 1921
- genre Parahydractinia Xu & Huang, 2006
- genre Podocoryna M. Sars, 1846
- genre Schuchertinia Miglietta, McNally & Cunningham, 2010
- genre Stylactaria Stechow, 1921